# Yimchungru
Yimchungru (Yimchungrü), jedno od brojni Naga plemena iz Nagalanda u Indiji u distriktu Tuensang.  37,000 pripadnika (1997.|). Istoime ni jezik (nazivan i yanchunger, yimchunger, yimchungre, tozhuma i yachumi) ima 6 dijalekata tikhir, wai, chirr, minir, pherrongre i yimchungru. Zemlja Yimchungrua nalazi se na visinama od 800 do 3,840 metara gdje žive pretežno od agrikulture. Po vjeri su kršćani. 

## Vanjske poveznice
- The Festival of Yimchungrü Tribe  Arhivirana inačica izvorne stranice od 4. kolovoza 2008. (Wayback Machine)